# Императорская Александровская мануфактура
Императорская Александровская мануфактура — первая в России механическая бумагопрядильная фабрика.
Александровская казённая мануфактура была основана по инициативе польского аббата Оссовского. В 1798 году мануфактур-коллегией был представлен императору Павлу I технико-экономический анализ применения машинной обработки хлопка с подтверждением, что Оссовский использует ранее неизвестные в России машины. Были представлены документы о коммерческих основах будущего производства, смета на покупку дома, наём рабочих, расходы на учеников Императорского Воспитательного дома. Предприятие разместилось в бывшем имении князя А. А. Вяземского в селе Александровское «на 12-й версте Шлиссельбургского тракта» (ныне проспект Обуховской Обороны). Кроме помещений Оссовскому была дана беспроцентная ссуда в 80 тысяч рублей сроком на 7 лет и предоставлено, в качестве рабочих, до 300 человек питомцев воспитательного дома. Фабрика была на 20 лет освобождена от уплаты пошлин. Кроме того было запрещено другим фабрикам использовать машины, которые будут здесь изготавливаться и применяться.
В 1799 году, после смерти Оссовского, фабрика полностью перешла в ведение Воспитательного дома. Управляющим Александровской мануфактуры был назначен Александр Яковлевич Вильсон. 15 ноября 1800 года был утверждён проект Императорской Александровской мануфактуры, в котором одной из целей было создание в России машин для прядения. Для работы на ней из Англии были приглашены специалисты, в числе которых был Вильям Шервуд, дед художника и автора здания Исторического музея в Москве В. О. Шервуда.
Известно, что членом правления и директором Императорской Александровской мануфактуры был Василий Семёнович Щёткин.
В 1804 году мануфактура была разделена на три административно и финансово независимых отделения: прядильное, ткацкое и слесарное. В 1808 году был установлен первый российский механический ткацкий станок. В этом же 1808 году прядильные машины были поставлены прядильной фабрике Ф. И. Пантелеева в Москве.
В 1819 году на территории мануфактуры была открыта Императорская Карточная фабрика.
В 1827 году Александровская мануфактура вырабатывала 25 тысяч бумажной пряжи в год — больше, чем все остальные аналогичные фабрики страны. Кроме того она выпускала самую разнообразную продукцию: льняные и хлопковые ткани, жаккардовые скатерти, парусину и флагдуки для кораблей, ткацкие станки и многое другое.
В 1839 году пожар уничтожил часть станочного парка. Штат мануфактуры в это время доходил до 4 тысяч человек.
Закрыта фабрика была в 1860 году, «когда правительство убедилось, что казённые фабрики, существующие не на коммерческом праве, приносят казне безусловный убыток». В 1863 году участок земли бывшей мануфактуры со всеми постройками был передан Морскому министерству на 72 года для постройки сталелитейного Обуховского завода.
Мануфактура стала образцом для создания других фабрик: к началу 1812 года было основано уже 16 механических бумагопрядилен.